# Only Built 4 Cuban Linx…
Only Built 4 Cuban Linx… ist das Debütalbum von Raekwon (the Chef), veröffentlicht 1995 unter Loud Records. Alle Tracks auf dem Album wurden von RZA produziert. Only Built 4 Cuban Linx... zählt zu den einflussreichsten Hip-Hop-Alben der 1990er Jahre.

## Entstehungsgeschichte
Only Built 4 Cuban Linx... ist auch als The Purple Tape bekannt, weil die Kassette bei Veröffentlichung die Farbe Lila hatte. Ursprünglich sollte das Album Only Built 4 Cuban Linx Niggaz heißen.
RZA änderte seinen Stil von den kratzigen Kung-Fu-Beats die ihn früher auszeichneten und benutzte stattdessen vermehrt Klassische und Soul-Samples.
Auf den Tracks Shark Niggas (Biters) und Ice Water disst Raekwon den Brooklyn Rapper The Notorious B.I.G. und die Bad-Boy-Family. The Notorious B.I.G. antwortet ein Jahr später auf dem Track Kick In The Door unter anderen auch Raekwon. Auf dem Track „Heaven & Hell“ disst Raekwon die Westcoast.
Viele bekannte Rapper vom Wu-Tang Clan wie Ghostface Killah, der fast auf jedem Track vertreten ist, haben auf Only Built 4 Cuban Linx... einen Gastauftritt. Besonders erwähnenswert ist, dass Nas der erste Rapper außerhalb des Wu-Tang Clans war, der einen Gastauftritt auf einem Album von einem Wu-Tang Clan Mitglied hatte. Nas rappte auf Verbal Intercourse wohl die komplexesten Zeilen seines Lebens. Nas Part wurde von The Source als „denkwürdig“ bezeichnet.

## Kritik
Only Built 4 Cuban Linx... war eines von 16 Hip-Hop-Alben, die von Pitchfork Media in die Liste der besten Alben der 90er aufgenommen wurde. Außerdem war es eines der 33 Hip-Hop-Alben, die es bei Rolling Stone unter die wichtigsten Alben der 90er schafften. Stylus Magazine nannte Only Built 4 Cuban Linx... eines der besten Hip-Hop-Alben aller Zeiten, Allhiphop.com nennt es „unglaublich“ und Rapper Busta Rhymes nennt es „eines der besten Alben aller Zeiten“. Das Source Magazine zeichnete es mit 5 Mics aus und nahm es ein Jahr später in die Top 100 der besten Hip-Hop-Alben auf. Von vielen Fans wird es als die beste Solo-Veröffentlichung des Wu-Tang Clans bezeichnet. Only Built 4 Cuban Linx... verhalf Ghostface Killah zu seinem Debüt und war Inspiration für viele Rapkarrieren. Hip-Hop-Connection, das weltgrößte Hip-Hop-Magazin wählte Only Built 4 Cuban Linx... zum besten Hip-Hop-Album der letzten Epoche (1995–2005).
Das Album findet sich (Stand 2024) auf Platz 480 der laut Rolling Stone 500 besten Alben aller Zeiten.

## Aliases
Alle Rapper traten auf Cuban Linx unter ihren Wu-Gambino-Rollen und -Pseudonymen auf, um die Mafia-Stimmung des Albums zu verstärken:
- Raekwon – Lex Diamonds
- Ghostface – Tony Starks
- Nas – Nas Escobar
- Method Man – Johnny Blaze
- Ol’ Dirty Bastard – Dirt McGirt
- RZA – Bobby Steels
- Inspectah Deck – Rollie Fingers
- GZA – Maximillion
- Masta Killa – Noodles
- U-God – Golden Arms

## Titelliste
| #  | Titel                             | Songwriter                                                                    | Performer                                                                  | Samples                                                                                 |
| -- | --------------------------------- | ----------------------------------------------------------------------------- | -------------------------------------------------------------------------- | --------------------------------------------------------------------------------------- |
| 1  | „Striving For Perfection“         | C. Woods, R. Diggs                                                            | Raekwon                                                                    |                                                                                         |
| 2  | „Knuckleheadz“                    | C. Woods, R. Diggs                                                            | Ghostface Killah, Raekwon, U-God                                           |                                                                                         |
| 3  | „Knowledge God“                   | C. Woods, R. Diggs                                                            | Raekwon                                                                    |                                                                                         |
| 4  | „Criminology“                     | F. Woods, A. Diggs, G. Coles, G. Adams, O. Burgess, T. Bascombe, S. Patterson | Ghostface Killah, Raekwon                                                  | Enthält ein Sample von „I Keep Asking You Questions“ von Black Ivory                    |
| 5  | „Incarcerated Scarfaces“          | C. Woods, R. Diggs, E. Rashad                                                 | Raekwon                                                                    |                                                                                         |
| 6  | „Rainy Dayz“                      | C. Woods, R. Diggs                                                            | Blue Raspberry, Ghostface Killah, Raekwon                                  |                                                                                         |
| 7  | „Guillotine (Swordz)“             | C. Woods, R. Diggs                                                            | Inspectah Deck, Ghostface Killah, Raekwon, GZA, MC jah                     |                                                                                         |
| 8  | „Can It Be All So Simple (Remix)“ | Wu-Tang Clan                                                                  | Ghostface Killah, Raekwon, Mc Jah                                          | Enthält ein Sample von „The Way We Were (Try to Remember)“ von Gladys Knight & the Pips |
| 9  | „Shark Niggas (Biters)“           | C. Woods, R. Diggs                                                            |                                                                            |                                                                                         |
| 10 | „Ice Water“                       | C. Woods, R. Diggs                                                            | Cappadonna, Ghostface Killah, Raekwon                                      |                                                                                         |
| 11 | „Glaciers Of Ice“                 | C. Woods, R. Diggs, D. Coles, E. Turner, E. rashad                            | 60 Second Assassin, Blue Raspberry, Ghostface Killah, Masta Killa, Raekwon |                                                                                         |
| 12 | „Verbal Intercourse“              | C. Woods, R. Diggs, N. Jones                                                  | Ghostface Killah, Nas, Raekwon                                             | Enthält ein Sample von „If You Think It (You May As Well Do It)“ von the Emotions       |
| 13 | „Wisdom Body“                     | C. Woods, R. Diggs                                                            | Ghostface Killah, Raekwon                                                  |                                                                                         |
| 14 | „Spot Rusherz“                    | C. Woods, R. Diggs                                                            | Raekwon                                                                    |                                                                                         |
| 15 | „Ice Cream“                       | C. Woods, R. Diggs                                                            | Cappadonna, Ghostface Killah, Method Man, Raekwon                          |                                                                                         |
| 16 | „Wu-Gambinos“                     | C. Woods, R. Diggs, C. Smith                                                  | Ghostface Killah, Masta Killa, Method Man, Raekwon, RZA                    |                                                                                         |
| 17 | „Heaven & Hell“                   | C. Woods, R. Diggs                                                            | Ghostface Killah, Raekwon                                                  | Enthält ein Sample von „Could I Be Falling in Love“ von Syl Johnson                     |
| 18 | „North Star (Jewels)“             | C. Woods, R. Diggs                                                            | Popa Wu, Raekwon, Ol’ Dirty Bastard                                        |                                                                                         |

## Singleauskopplungen
1994: „Heaven & Hell“
- B-Seite:

1995: „Criminology“
- B-Seite: „Glaciers Of Ice“

1995: „Ice Cream“
- B-Seite: „Incarcerated Scarfaces“

1996: „Rainy Dayz“ (Promo)
- B-Seite:

## Rezeption

### Chartplatzierungen
| ChartsChartplatzierungen       | Höchstplatzierung | Wochen |
| ------------------------------ | ----------------- | ------ |
| Vereinigte Staaten (Billboard) | 4 (21 Wo.)        | 21     |

### Auszeichnungen für Musikverkäufe
| Land/Region                  | Auszeichnungen für Musikverkäufe (Land/Region, Auszeichnung, Verkäufe) | Verkäufe |
| ---------------------------- | ---------------------------------------------------------------------- | -------- |
| Vereinigte Staaten (RIAA)    | Gold                                                                   | 500.000  |
| Vereinigtes Königreich (BPI) | Silber                                                                 | 60.000   |
| Insgesamt                    | 1× Silber · 1× Gold ·                                                  | 560.000  |